# شهرستان هندری (فلوریدا)
شهرستان هندری، فلوریدا (به انگلیسی: Hendry County, Florida) یک سکونتگاه مسکونی در ایالات متحده آمریکا است که در فلوریدا واقع شده‌است.

## خصوصیات
شهرستان هندری ۳٬۰۸۲٫۱ کیلومترمربع مساحت دارد.